# تاسی جانسون
تاسی جانسون (انگلیسی: Tassy Johnson; ۲۲ سپتامبر ۱۹۱۶ – ۲۴ آوریل ۱۹۸۱) دوچرخه‌سوار اهل استرالیا بود. وی در بازی‌های المپیک تابستانی ۱۹۳۶ شرکت کرده است.